# Beppe Gabbiani
Giuseppe »Beppe« Gabbiani, italijanski dirkač Formule 1, * 2. januar 1957, Piacenza, Italija.
Beppe Gabbiani je upokojeni italijanski dirkač Formule 1. Debitiral je v sezoni 1978, ko je nastopil na zadnjih dveh dirkah sezone za Veliko nagrado ZDA in Kanade, obakrat pa se mu z dirkalnikom Surtees TS20 moštva Team Surtees ni uspelo kvalificirati na dirko. V sezoni 1981 se mu je na petnajstih Velikih nagradah uspelo kvalificirati na dirke za Veliko nagrado zahodnih ZDA, San Marina in Belgije, toda na vseh treh je odstopil. Med sezonama 1978 in 1984 je dirkal v prvenstvu Evropske Formule 2. V sezoni 1983 je s štirimi zmagami zasedel tretje mesto v prvenstvu, v sezonah 1979 in 1982 pa peto mesto. Med letoma 1981 in 2003 je trikrat sodeloval tudi na dirki 24 ur Le Mansa, kjer ni dosegel večjih uspehov, po letu 2003 pa se je upokojil kot dirkač.

## Popolni rezultati Formule 1
(legenda) (odebeljene dirke pomenijo najboljši štartni položaj, poševne pa najhitrejši krog, †-uvrščen kljub odstopu)
| Leto | Moštvo               | Šasija       | Motor       | 1        | 2       | 3       | 4       | 5       | 6       | 7       | 8       | 9      | 10      | 11      | 12      | 13      | 14      | 15      | 16      | Prv | Toč |
| ---- | -------------------- | ------------ | ----------- | -------- | ------- | ------- | ------- | ------- | ------- | ------- | ------- | ------ | ------- | ------- | ------- | ------- | ------- | ------- | ------- | --- | --- |
| 1978 | Team Surtees         | Surtees TS20 | Cosworth V8 | ARG      | BRA     | JAR     | ZZDA    | MON     | BEL     | ŠPA     | ŠVE     | FRA    | VB      | NEM     | AVT     | NIZ     | ITA     | ZDA DNQ | KAN DNQ | -   | 0   |
| 1981 | Osella Squadra Corse | Osella FA1B  | Cosworth V8 | ZZDA Ret | BRA DNQ | ARG DNQ | SMR Ret | BEL Ret | MON DNQ | ŠPA DNQ | FRA DNQ | VB DNQ | NEM DNQ | AVT DNQ | NIZ DNQ | ITA DNQ | KAN DNQ | LVE DNQ |         | -   | 0   |